# Toyota Urban Supporter
Toyota Urban Supporter — мультистоп, выпускавшийся японской компанией Toyota с июля 2001 по июль 2004 года.

## Описание
Toyota Urban Supporter впервые был представлен в июле 2001 года. На рынке модель позиционировалась в качестве преемника Toyota QuickDelivery 100.
Конструктивно модель являлась производной от Toyota Dyna. Автомобиль приводился в движение рядным четырёхцилиндровым дизельным двигателем 5L объёмом 3,0 литра и мощностью 67 кВт (91 л. с.).
При колёсной базе 2300 мм длина кузова составляла 4640 мм.